# Deronectes schuberti
Deronectes schuberti är en skalbaggsart som beskrevs av Wewalka 1971. Deronectes schuberti ingår i släktet Deronectes och familjen dykare. Inga underarter finns listade i Catalogue of Life.